# The Sisters of Mercy
The Sisters of Mercy – zespół muzyczny powstały w Wielkiej Brytanii w mieście Leeds w 1980 roku. Liderem grupy jest wokalista Andrew Eldritch. Od początku lat 90. zespół zaprzestał nagrywania nowych albumów i prowadzi jedynie działalność koncertową wraz ze zmienną ekipą muzyków (jedynie Andrew Eldritch jest zawsze obecny w składzie – programuje automat perkusyjny o pseudonimie Dr Avalanche).
Grupa jest przedstawicielem nurtu gotyckiego rocka. Ma w swoim dorobku zaledwie trzy albumy studyjne, a każdy z nich został nagrany w innym składzie i innym stylu muzycznym. Cechą łączącą wszystkie wydawnictwa jest śpiew Andrew Eldritcha, który jest znany z bardzo niskiego głosu oraz jednostajne dźwięki automatu perkusyjnego nazwanego Dr Avalanche. Oprócz wymienionych wcześniej trzech oryginalnych płyt, należy dodać do tego zestawu jeszcze jedną, w którą był zaangażowany Eldritch, zatytułowaną "GIFT", wydaną pod nazwą The Sisterhood. Płyta ta jest owocem sporu z byłymi muzykami i powstała w 1986 roku.

## Historia

### Początki zespołu 1980–1983
Początki zespołu sięgają roku 1980, kiedy to w Leeds doszło do spotkania dwóch przyszłych członków zespołu Andrew Eldritcha oraz Gary Marxa. Obaj panowie postanowili spróbować swoich sił w muzyce, gdyż jak potem ujawniono w wywiadzie, bardzo chcieli usłyszeć siebie w radio. Gary Marx rozpoczął próby z gitarami, a Eldritch na perkusji. W tym składzie dokonano nagrania pierwszego singla zespołu The Sisters of Mercy, zawierającego trzy utwory "Damage Done/Watch/Home of the Hit-men". Nazwa zespołu została przyjęta po obejrzeniu filmu Roberta Altmana zatytułowanego McCabe & Mrs. Miller, który w pewnym momencie jest zilustrowany utworem muzycznym Leonarda Cohena noszącym tytuł właśnie "The Sisters of Mercy".
W następnym roku do zespołu doszedł basista Craig Adams, a zespół zakupił automat perkusyjny, który został ochrzczony Dr Avalanche. Taką samą nazwę noszą wszystkie zestawy perkusyjne, używane przez zespół od tamtej pory. Ten zakup, pozwolił Eldritchowi objąć stanowisko wokalisty i głównego autora tekstów oraz producenta utworów. Kolejnym nowym członkiem zespołu został Ben Gunn, który pod koniec 1981 roku objął stanowisko drugiego gitarzysty. W tym składzie, zespół dokonał nagrań kilku singli, które zyskały spory rozgłos na lokalnym rynku niezależnym. Największy sukces odniósł wówczas utwór "Temple of Love", przypomniany wiele lat później w nowej wersji nagranej z izraelską wokalistką Ofrą Hazą. Efektem tej popularności stało się podpisanie kontraktu z wydawnictwem WEA przed upływem 1983 roku. W tym samym roku doszło do pierwszego konfliktu personalnego w składzie zespołu. Ben Gunn nie potrafił podporządkować się charyzmatycznemu liderowi i postanowił opuścić zespół. Na przestrzeni lat będzie jeszcze wielokrotnie dochodziło do takich sytuacji.

### First and Last and Always (1984–1985)
Ben Gunn został zastąpiony przez Wayne Husseya, który zaistniał już wcześniej na brytyjskim rynku muzycznym z powodu zaangażowania w projekt Dead or Alive, który zyskał dużą popularność w kręgach kultury pop oraz wzbudził znaczną niechęć wśród fanów muzyki niezależnej. Hussey, nowy drugi gitarzysta, okazał się być dobrym kompozytorem, a także próbowany był jako wokalista. Ostatecznie nie zaśpiewał w żadnym utworze wydanym oficjalnie, ale znane są bootlegi z jego wokalem w niektórych piosenkach. W tym składzie, grupa nagrała pierwszą długogrającą płytę First and Last and Always (1985). Album odniósł spory sukces i ostatecznie osiągnął 14 pozycję na liście Billboard, co było zupełnie niespotykane wśród zespołów sceny niezależnej. 
Następnym krokiem była trasa koncertowa promująca wspomniany krążek. W jej trakcie z zespołem pożegnał się drugi z jego założycieli – Gary Marx, który także nie zniósł apodyktycznego charakteru Eldritcha. Po odejściu Marx założył nowy zespół Ghostdance. Trasa została dokończona w trójosobowym składzie, a jej ostatni koncert, w Royal Albert Hall w Londynie (18.06.1985) został zarejestrowany i wydany na kasecie VHS zatytułowanej Wake.

### The Sisterhood (1985–1987)
Krótko po zakończeniu trasy koncertowej Andrew Eldritch postanowił przenieść się do Hamburga, gdzie rozpoczął pisanie utworów na kolejną płytę. Początkowo dołączyli do niego także pozostali dwaj muzycy Wayne Hussey, oraz Craig Adams – późniejsi założyciele grupy The Mission. Po krótkim pobycie w Niemczech Hussey i Adams odeszli z zespołu i powrócili do Anglii, gdyż, jak głosi legenda, pokłócili się z Eldritchem o honoraria ze sprzedaży poprzedniego albumu. Postanowili wtedy założyć nowy zespół, który pierwotnie miał nosić nazwę "The Sisterhood", a na jego próbach wykonywali utwory wcześniej nagrane (ale nie wydane) przez The Sisters of Mercy. Eldritch uznał to za wysoce nieuczciwy krok i postanowił pozwać byłych kolegów do sądu oraz w bardzo krótkim czasie nagrał album jako zespół The Sisterhood, żeby "zablokować" tę nazwę dla innych. Płyta została zatytułowana "The Gift" (1986) (z ang. "prezent", z niem. "trucizna"), co ma także swój dwuznaczny wydźwięk. Według niepotwierdzonych informacji proces zakończył się zwycięstwem Eldritcha i przyznaniem mu odszkodowania w wysokości 25 tysięcy funtów. Przypuszczenia te ma potwierdzać utwór "Jihad", pierwszy na albumie The Sisterhood, w którym wykrzykiwane są słowa "dwa", "pięć", "zero", "zero", "zero". W związku z zaistniałą sytuacją nowy zespół Husseya i Adamsa został przemianowany na The Mission.

### Floodland (1987–1989)
Kolejna płyta, wydana już pod szyldem The Sisters of Mercy, zatytułowana była Floodland (1987). W składzie, obok Eldritcha i niezastąpionego Doktora Avalanche, pojawiła się była basistka zespołu The Gun Club Patricia Morrison, która pomagała mu wcześniej przy projekcie "The Sisterhood". W późniejszych wywiadach Eldritch twierdził, że została ona przyjęta do zespołu tylko ze względu na to, że miała najbardziej niesamowite włosy, jakie kiedykolwiek widział, oraz że lepiej wyglądała niż grała. Niezaprzeczalny jest jednak fakt, że słychać jej śpiew w utworach z płyty i że występowała w teledyskach zespołu. Dlatego zupełnie nieuprawniona jest teza, że nie należy zaliczać jej w poczet członków zespołu. Z drugiej strony, w tym czasie zespół nie koncertował, a nagrania linii basu mogły być dokonane przez innych artystów (jak twierdzą plotki).
Płyta, zrealizowana przez Larrego Alexandra oraz Jima Steinmana w pompatycznym stylu określanym jako "wagnerowski", osiągnęła pozycję numer 5 w zestawieniu najlepiej sprzedających się płyt w Wielkiej Brytanii. Wśród zamieszczonych na niej utworów jest m.in. piosenka zatytułowana "This Corrosion", co do której Eldritch zastrzegł sobie, że jej tekst nie może zostać przetłumaczony i że pozwie przed sąd każdego tłumacza, który odważy się to zrobić. 

### Vision Thing (1990–1993)
W 1990 r. Eldritch kompletuje zupełnie nowy skład zespołu – w miejsce Patricii Morrison doszedł Tony James (ex. Sigue Sigue Sputnik) – bas, oraz gitarzyści – Andreas Bruhn – kompletnie nieznany niemiecki gitarzysta z Hamburga i Tim Bricheno (ex. All About Eve). W tym składzie grupa nagrała trzeci, ostatni jak dotąd, album "Vision Thing", stylistycznie zbliżony do hard rocka. Wymienieni muzycy wzięli także udział w światowej trasie koncertowej (z koncertem we Wrocławiu) promującej płytę. W Stanach Zjednoczonych, gdzie przewidziano występy z zespołem Public Enemy, w części miast, w obawie przed starciami fanów obu zespołów, władze zablokowały koncerty i ostatecznie trasa została odwołana w połowie. Te wydarzenia podsyciły konflikt Eldritcha z macierzystą wytwórnią płytową East West Records, spadkobierczynią WEA. Doprowadziło to w rezultacie do zaprzestania dystrybucji płyt zespołu na terenie Stanów Zjednoczonych i są one tam dostępne tylko w drodze importu z Europy.
W 1991 odszedł James (w 1992 r. wrócił na krótko do grupy, aby wziąć udział w nagraniu i promocji singla "Temple of Love" – nie brał jednak udziału w trasie koncertowej). Pod koniec 1992 r. grupa zawiesiła działalność. Rok później wznowiła ją w składzie z gitarzystą Adamem Pearsonem (pod koniec 1993 r. na kilka koncertów do grupy jako drugi gitarzysta wrócił Andreas Bruhn). Jednocześnie na rynku pojawiło się wydawnictwo "Some Girls Wander by Mistake" (1992) – które jest zbiorem wczesnych dokonań zespołu. Jednak jedynym efektem studyjnym działalności Sisters of Mercy był singel Under The Gun z 1993 r. W tym samym roku wydano płytę "A Slight Case of Overbombing" (1993) będącą swoistym greatest hits.

### Teraźniejszość (od 1993)
Konflikt z wytwórnią płytową narastał i w następnym okresie grupa skupiła się tylko na działalności koncertowej. W tym czasie do grupy doszedł drugi gitarzysta Mike Varjak, którego później zastąpił Chris Sheehan. W 2005 r. w miejsce Sheehana dołączył Chris Catalyst, który występuje również solo jako Robochrist. W 2006 r. odszedł Pearson, a jego miejsce w grupie zajął Ben Christo. W 2019 r. odszedł Chris Catalyst, którego zastąpił Dylan Smith. W 2023 Smith został zastąpiony przez gitarzystkę o pseudonimie Kai.

## Muzycy
| 1980–1981 | Eldritch, Marx, Dr Avalanche                            |
| 1981–1983 | Eldritch, Marx, Gunn, Adams, Dr Avalanche               |
| 1984–1985 | Eldritch, Marx, Hussey, Adams, Dr Avalanche             |
| 1985–1989 | Eldritch, Morrison, Dr Avalanche                        |
| 1989–1990 | Eldritch, Bruhn, James, Dr Avalanche                    |
| 1990–1991 | Eldritch, Bruhn, James, Bricheno, Donovan, Dr Avalanche |
| 1992      | Eldritch, Bruhn, Bricheno, Dr Avalanche                 |
| 1993      | Eldritch, Bruhn, Pearson, Dr Avalanche                  |
| 1993–1996 | Eldritch, Pearson, Dr Avalanche                         |
| 1996      | Eldritch, Pearson, Sheehan, Dr Avalanche                |
| 1997–1999 | Eldritch, Pearson, Varjak, Dr Avalanche                 |
| 2000–2003 | Eldritch, Pearson, Sheehan, Dr Avalanche                |
| 2003–2005 | Eldritch, Pearson, Dr Avalanche                         |
| 2005      | Eldritch, Pearson, May, Dr Avalanche                    |
| od 2006   | Eldritch, May, Christo, Dr Avalanche                    |

### Obecny skład zespołu
- Andrew Eldritch – śpiew, instrumenty klawiszowe, gitara (od 1980)
- Ben Christo – gitara, śpiew (od 2006)
- Kai – gitara, śpiew (od 2023)
- Chris Catalyst – gitara, śpiew (2005–2019)[4], obsługa Dr Avalanche (od 2023)[3]
- Dr Avalanche – automat perkusyjny (od 1980)

### Byli członkowie zespołu
- Gary Marx – gitara, śpiew (1980–1985)
- Craig Adams – gitara basowa (1981–1985)
- Ben Gunn –  gitara (1981–1983)
- Wayne Hussey – gitara, śpiew (1984–1985)
- Patricia Morrison – gitara basowa (1985–1989)
- Andreas Bruhn – gitara (1989–1993)
- Dan Donovan – instrumenty klawiszowe (1990–1991)
- Tony James – gitara (1989–1991)
- Tim Bricheno – gitara (1990–1992)
- Adam Pearson – gitara, gitara basowa, śpiew (1993–2005)
- Chris Sheehan – gitara, śpiew (1996, 2000–2003)
- Mike Varjak – gitara (1997–1999)
- Dylan Smith – gitara, śpiew (2019–2023)

## Dyskografia

### Albumy
| Tytuł                                                                          | Data wydania | US Chart Position | UK Albums Chart |
| ------------------------------------------------------------------------------ | ------------ | ----------------- | --------------- |
| First and Last and Always                                                      | 1985         | /                 | #14             |
| Floodland                                                                      | 1987         | #101              | #9              |
| Vision Thing                                                                   | 1990         | #136              | #11             |
| Some Girls Wander by Mistake (Kompilacja singli.)                              | 1992         | /                 | #5              |
| A Slight Case of Overbombing (Kompilacja)                                      | 1993         | /                 | #14             |
| BBC Sessions 1982-1984 (Kompilacja utworów z sesji nagraniowych dla radia BBC) | 2021         | /                 | /               |

### Single
| Rok  | Tytuł                    | Format                    | Album                                               | UK Singles Chart Position |
| ---- | ------------------------ | ------------------------- | --------------------------------------------------- | ------------------------- |
| 1980 | "The Damage Done"        | 7"                        | Some Girls Wander By Mistake                        | –                         |
| 1982 | "Body Electric"          | 7"                        | Some Girls Wander By Mistake                        | –                         |
| 1982 | "Alice"                  | 7"                        | Some Girls Wander By Mistake                        | –                         |
| 1983 | "Anaconda"               | 7"                        | Some Girls Wander By Mistake                        | –                         |
| 1983 | "Alice"                  | 12"                       | Some Girls Wander By Mistake                        | –                         |
| 1983 | "The Reptile House EP"   | 12"                       | Some Girls Wander By Mistake                        | –                         |
| 1983 | "Temple of Love"         | 7", 12"                   | Some Girls Wander By Mistake                        | –                         |
| 1984 | "Body and Soul"          | 7", 12"                   | A Slight Case of Overbombing: Greatest Hits, Vol. 1 | 46                        |
| 1984 | "Walk Away"              | 7", 12"                   | First and Last and Always                           | 45                        |
| 1985 | "No Time to Cry"         | 7", 12"                   | First and Last and Always                           | 63                        |
| 1987 | "This Corrosion"         | 7", 12", MC, CD           | Floodland                                           | 7                         |
| 1988 | "Dominion"               | 7", 12", MC, CD           | Floodland                                           | 13                        |
| 1988 | "Lucretia My Reflection" | 7", 12", MC, CD           | Floodland                                           | 20                        |
| 1990 | "More"                   | 7", 12", MC, CD, Ltd. CD  | Vision Thing                                        | 14                        |
| 1990 | "Doctor Jeep"            | 7", 12", Ltd. 12", MC, CD | Vision Thing                                        | 37                        |
| 1991 | "When You Don't See Me"  | 7", 12", CD (Niemcy)      | Vision Thing                                        | –                         |
| 1992 | "Temple of Love (1992)"  | 7", 12", CD, Ltd. CD      | A Slight Case of Overbombing                        | 3                         |
| 1993 | "Under the Gun"          | 7", 12", CD, Ltd. CD      | A Slight Case of Overbombing                        | 19                        |

"Detonation Boulevard" oraz "I Was Wrong" zostały wydane jako materiały promo, utwór "Black Planet" został wydany na stronie B w Stanach Zjednoczonych przez wytwórnię muzyczną Elektra na 12" płycie winylowej zatytułowanej "Walk Away" (singel).